# استان لیما
استان لیما (به اسپانیایی: Provincia de Lima) یک استان در پرو است که در منطقه لیما واقع شده‌است. استان لیما ۲٬۶۷۲٫۲۸ کیلومتر مربع مساحت و ۸٬۵۷۴٬۹۷۴ نفر جمعیت دارد.